# Pieski (województwo pomorskie)
Pieski (dodatkowa nazwa w j. kaszub. Piesczi) – wieś kaszubska w Polsce położona w województwie pomorskim, w powiecie lęborskim, w gminie Cewice.
Integralne części wsi Pieski: Bąbnica, Ciemieniec, Dobieszczyn, Dwornica, Dzierżno, Golice, Grotno, Janowo, Jesionowiec, Jeziorki, Makówka, Maleszki, Przeryte, Przytoczno, Redlice, Skórznik, Starbiszewo, Trzemesznia, Wąsino
W latach 1975–1998 miejscowość położona była w województwie słupskim.